# ロマンティック・モダニズム
ロマンティック・モダニズム (Romantic Modernism)、より一般的にはロモ (Romo) は、おおよそ1995年から1997年にかけての時期にイギリスで起こった、グラム/スタイル・ポップ系の音楽やナイトクラブ文化に関わる動きで、カムデンのクラブ・ナイト「Club Skinny」と、ウエスト・エンドにおける同様のイベントであった「Arcadia」のふたつを中心に、その他の場所でも関係するおもだったバンドのコンサートがおこなわれた。
ロモの動きは、基本的に1970年代後半のディスコや1980年代前半のクラブ・ミュージックから派生したもので、特にジャパンやソフト・セルのようなニューロマンティック時代のバンドの特徴だった派手な衣装のスタイルや退廃感が強調されていた。しかし、サイモン・プライスやテイラー・パークスがこのジャンルについて執筆していた当時の『メロディ・メイカー』の特集記事などでは、ニューロマンティックとの懐古的な繋がりは強調されず、ロモの新しさ、同時代性が強調されていた。
プライスやパークスら『メロディ・メイカー』の記者たちが、服装の面で地味なスタイルだったブリットポップの動きに対するスタイリッシュでポップ色の強い反発だとする一方で、賛否両論さまざまなメディアの中では、シーンの当事者たちは嫌ったニューロマンティック・リバイバルという捉え方もされたロモは、その後もクラブ・カルチャーの中で新たなグラム/スタイル指向のクラブ・ナイトを生み出し2000年代に至った。

## 歴史

### ロモの誕生
クラブ・スキニーは、1995年春に、プロモーターのケヴィン・ワイルド (Kevin Wilde) とポール・"ハイファイ"・ニュージェント (Paul "HiFi" Nugent) によって、インディーズ系のブリットポップに対抗する形で、スタイリッシュな1980年代ポップをかけるクラブ・イベントとして始められた。当初の開催場所だったカムデンズ・ローレル・ツリー (Camden's Laurel Tree) は、ブリットポップのクラブナイトだった Blow Up の根拠地でもあった。ワイルドとニュージェントは、彼らのグラマラスなポップ・ナイトを、敵視していたインディーズ/ブリットポップ系の動きの中心地である場所で開催することが、破壊的で「パンク」な行動だと考えていた。当初は、客を呼び込むため、妥協的にブリットポップ系の新進バンドに演奏させるといったことも盛り込まれていたが、デヴィッド・ボウイの影響を受け、派手な衣装センスで知られた女性バンド、パーセキューション・コンプレックス (Persecution Complex) のメンバーがクラブの常連になると、このクラブは勢いを増し、さらに派手なクラブの客たちを呼び込むようになった。
やがて、さらなる展開として、プラスティック・ファンタスティック (Plastic Fantastic) とデクスデクスター (DexDexTer) というふたつのグラマラスな1980年代スタイルのバンドが出演者に加わったが、前者はブライトンを拠点とした、ロキシー・ミュージックやジャパンの影響を受けたバンドで、フロントマンは元スコルピオ・ライジング (Scorpio Rising)/スーパーチャージャー (Supercharger) のスチュアート・ミラー (Stuart Miller) であり、後者は、旧称を MkII といい、後にプラシーボのキーボード奏者を務めたポール・"ゼイヴィア"・ロイド (Paul "Xavior" Roide) がリーダーだった。これら二つのバンドは、8月17日のクラブ・スキニーで、ダブルヘッドラインを務めた。さらに、このクラブで演奏した、当時ブリットポップ系を目指していたバンドのひとつで、デレク・'デル'・グレイ (Derek 'Del' Gray) がリーダーだったヴィヴァ (Viva) は、このクラブに影響されて方向を転換し、アルバム『ルック・オブ・ラヴ (The Lexicon of Love)』の頃のABCのような純粋にポップ/ディスコ系のバンドに変身した。後にワイルドは、ヴィヴァやデクスデクスターのマネージャーを務めた。

### 『メロディ・メイカー』誌のサイモン・プライスによる発見
『メロディ・メイカー』誌の記者サイモン・プライスは、既にプラスティック・ファンタスティック (Plastic Fantastic) の登場に注目するよう呼びかけており、このバンドや、マンチェスターを拠点とし、元々はインディーズのギター・デュオとしてサニティ・プレクサス (Sanity Plexus) と名乗っていた、歌手デイヴィッド・サヴェージ ( David Savage) とキーボード奏者ポール・サザン (Paul Southern) による「インテリジェント・ハンドバッグ (intelligent handbag)」デュオのセクサス (Sexus)、さらに、グラマラスではないエレクトロニックなバンドだったブティック (Boutique) を、1995年6月に掲載されたセクサスのデビュー・シングル「Edenites」のレビューにおいて、「ニュー・ロモ (New Romo)」と呼んだ。プライスの同僚記者であったエヴァレット・トゥルーも、同年夏に書かれたプラスティック・ファンタスティックのレビューの中で、ロモという言葉を多用した。プライスは、あらゆる意味で成功であった上述のクラブ・スキニーにおけるダブルヘッドラインのイベントに招待されていたが、以降、記者としてこのシーンを精力的にカバーし始め、同僚記者のテイラー・パークスをこの分野に転向させただけでなく、ソーホーのシーンにおいて二つ目のナイトクラブ・イベントとしてアーケイディア (Arcadia) を自ら立ち上げた。このイベントは、当初はデューク・ストリート (Duke Street) のレキップ・アングレ (L'Equippe Anglais) で開催されたが、後には伝説的なソーホーのドラァグ・バー、マダム・ジョジョズ (Madame Jojo's) に場所を移した。
一方、クラブ・スキニーも、1995年8月31日から、ディングウォールズに近い、カムデン・ロック・マーケット (Camden Lock Market) のHQズ (HQ's) に場所を移した。同年9月28日にそこで開催された、プラスティック・ファンタスティック/ヴィヴァ/デクスデクスターのトリプル・ビル共演は、パークスによって、記憶に残る書きぶりでレビューされた。
| 「 | ここには少なくとも350人くらいが入っている。サテン、ヘビ皮、PVC、肩章、ペルオキシド、瞳に宿るある種の真剣さ、唇に漂うある種の決意。 | 」 |

ここで言及されているペルオキシドは、当時、漂白剤として、おもに髪の脱色に使われていた。
当時は、さらに多くのバンドがこのシーンから登場しようとしていた。1993年から1994年にかけて、インディーズのバンドとしてライブ演奏をしていたオーランドは、趣向を変え、歌手ティム・チッピング (Tim Chipping) とギタリスト/作詞家ディコン・エドワーズからなる「疎外された (alienated)」ホワイト・ソウル・デュオとサイドマンたちとして再登場してクラブ・スキニーのアプローチし、ライブ活動を再開した。同様に、パンク・トリオだったゼロックス・ガールズ (Xerox Girls) も、歌手ハンナ・エグレン (Hannah Edgren) とキーボード奏者トレーシー・リー (Stacey Leigh) の冷淡なシンセ/エレクトロ・デュオ、ハリウッド (Hollywood) に衣替えし、3人目のメンバーで、当時リーのボーイフレンドだったデイヴィッド・グレイ (David Gray) は、シンセサイザー・プログラマーとなった。グレイはその後、オーランドのライブでドラマーを務め、やがてニュージェントが両方のバンドのマネジメントに当たるようになった。

## 主なコア・バンドのディスコグラフィ

### ジャンル編集
- 1996年3月9日、雑誌『メロディ・メイカー』に収録された『Romo Burns』コンピレーション・カセット

1. DexDexTer - Creature Feature
2. Hollywood - Lights Camera Revolution
3. Plastic Fantastic - Complimentary Electron
4. Viva - Now
5. Orlando - Nature's Hated (first version)

### オーランド
オーランドのディスコグラフィーを見る

### ミント
See Mintyディスコグラフィー

### Sexus
シングル： 
- エデナイト（Svelte Records、SVC 1、1995）

1. Edenites
2. Cheap Thrills and Expensive Regrets
3. Rope Heaven By The Neck

- オフィシャルエンドオブイット（ZTT ZANG77CD、1996）全英シングルチャート＃90

1. The Official End Of It All
2. Longing Without Belonging
3. King Of The Fairground Swing

- どのようにキスしますか？（ZTT、ZANG 86 CD 1996、撤回-プロモーションコピーの配布）
  1. How Do You Kiss?
  2. Joe January
  3. Beaten Up By Girls

The two ZTT singles also each included a remix of the respective lead tracks.  Both were reissued in full on iTunes as most of ZTT - The Singles Collection - Volume 3

### ハリウッド
シングル：
- Apocalype Kiss（Mother Records、MUMCD 79、1996）

1. Apocalype Kiss（およびリミックス）

### Plastic Fantastic
シングル：
- Fantastique no.5（Mercury – PFCD 001 1996）全英シングルチャート＃94

1. ファンタスティックNo.5
2. 題名

リードトラックのリミックスも含まれています

### DexDexTer
シングル： 
- Another Car Another CarCrash（トレード2 – TRD SC CD 002 1996）

1. Another Car Another CarCrash
2. Headlines/Headlights
3. Car Trex

プロモカセットシングル(1995):
- Chemistry of Youth / V.D.
- April 31st / Winter Again